# Косован, Александр Давыдович
Алекса́ндр Давы́дович Косова́н (род. 26 октября 1941, станица Ахтырская, ныне посёлок городского типа Ахтырский Абинского района, Краснодарский край РСФСР) — советский и российский военачальник, генерал армии в отставке.

## Учёба
Родился 26 октября 1941 года в станице Ахтырская, ныне посёлок городского типа Ахтырский Абинского района Краснодарского края. В 1955 году окончил семилетнюю школу в городе Джамбул Казахской ССР, работал на стройках в этом городе и одновременно окончил вечернюю школу рабочей молодёжи там же в 1958 году. В 1966 году окончил Новосибирский инженерно-строительный институт имени В. В. Куйбышева и военную кафедру при нём, по специальности «промышленное и гражданское строительство».

## Военная служба
Сразу после окончания института в 1966 году призван на службу в Советскую Армию. Служил в строительных частях Управления специального строительства Министерства обороны СССР в Средней Азии. Свыше 10 лет служил в составе 32-го Управления начальника работ, которое возводило шахтные комплексы для межконтинентальных баллистических ракет РВСН СССР, объекты военного полигона Сары-Шаган, военные городки обслуживающего их персонала и объекты военной инфраструктуры в закрытом образовании Приозёрск в районе озера Балхаш в Казахской ССР. Занимал должности производителя работ, начальника строительного участка, главного инженера, начальника управления строительных работ.
С 1984 года — главный инженер — заместитель начальника управления строительства Приволжского военного округа, затем начальник управления строительных работ Приволжского военного округа. С 1988 года — заместитель командующего войсками Закавказского военного округа по строительству и расквартированию войск. В этой должности проявил самоотверженность и сыграл большую роль в проведении спасательных работ и ликвидации последствий землетрясения в Армении 1988 года.
С 1992 года — первый заместитель начальника строительства и расквартирования войск Министерства обороны Российской Федерации. С апреля 1997 года — заместитель Министра обороны Российской Федерации по строительству и расквартированию войск. Воинское звание генерал армии присвоено указом Президента Российской Федерации В. В. Путина от 22 февраля 2002 года. С марта 2003 года — в запасе. 26 октября 2006 года уволен в отставку.

## После военной службы
Сразу после увольнения в запас пришёл на работу в Правительство Москвы. С марта 2003 года — первый заместитель руководителя Департамента градостроительной политики, развития и реконструкции Правительства Москвы. С июня 2008 года по ноябрь 2010 года — руководитель департамента городского строительства Правительства Москвы. 
С декабря 2010 года — советник первого заместителя Мэра Москвы по вопросам градостроительной политики и строительства на общественных началах. Также — президент ООО «Регионпромстрой»
Женат. Дети:
- сын Олег Александрович Косован, служил в Вооружённых Силах, был начальником ФГУП «Управление специального строительства № 10» Спецстроя России, уволен в отставку в звании полковника. Вице-президент ООО «Регионпромстрой» (которым руководит его отец). Его имя неоднократно упоминается в журналистских расследованиях о коррупции[3][4][5].
- дочь Юлия Александровна Косован, известна как управляющий директор сети ювелирных бутиков, учредитель и руководитель ряда фирм. Получила известность в 2007 году, призвав «обеспеченных российских людей» бойкотировать курорт Куршевель в отместку за арест М. Прохорова[6]

## Награды

### Ордена Российской Федерации
- Орден «За военные заслуги» (1999)
- Орден «За заслуги перед Отечеством» IV степени (2003)

### Ордена СССР
- Орден «За службу Родине в Вооружённых Силах СССР» III степени (1989)
- Орден Трудового Красного Знамени (1990)

### Ордена Южной Осетии
- Орден Дружбы (2009)

### Другие ордена
- Золотой орден «За жертвенное служение» (2008)

### Почётные звания и прочие
- Заслуженный строитель Российской Федерации (11.05.1995)[7]
- Почётный строитель России
- Почётный строитель Москвы (15.01.1999)[8]
- Почётный строитель Московской области
- Почётная грамота Правительства Российской Федерации (26.10.2001)[9]
- Почётная грамота Правительства Москвы (25.10.2006[10], 18.11.2010[11]